# Józef Ignacy Kwilecki
Józef Ignacy Walenty Kwilecki herbu Szreniawa z Krzyżem (ur. 10 lutego 1791, zm. 3 listopada 1860) – szambelan dworu pruskiego, kapitan byłych Wojsk Polskich, dziedziczny hrabia pruski od 1816 roku.
Syn Antoniego Macieja i Weredianny Radolińskiej. Żonaty z krajczanką koronną Lucyndą Czarnecką. Miał z nią młodo zmarłego syna i córkę Ludwikę. W 1825 roku poślubił Aleksandrę Laurę Sobolewską, córkę Walentego, prezesa Rady Administracyjnej Królestwa Polskiego. Miał z nią córkę Marię. 
Dyrektor Ziemstwa Kredytowego w Poznaniu. Członek Rady Głównej Opiekuńczej. Opiekun szpitala Dzieciątka Jezus. Od 1839 roku zasiadał w Komisji Umorzenia Długu Krajowego (1836-1841).
Aleksandra Laura Sobolewska wniosła mężowi dobra Młochów. Nie posiadając potomka po mieczu utworzył w 1845 roku z majętności wróblewskiej Ordynację, którą za zgodą króla Fryderyka Wilhelma IV przelał na Zbigniewa Węsierskiego, wnuka po swojej córce Ludwice. 
Odznaczony Legią Honorową.